# XHamster
xHamster é uma rede social de vídeos pornográficos que tem sede em Limassol, Chipre. Em maio de 2016, segundo o Alexa, está no ranking global com a 88.ª posição.

## História
xHamster foi fundado em 2007, por um grupo de fundadores que "queriam [reunir] todas as coisas relacionados com pornografia em um só lugar, incluindo vídeos, webcam ao vivo, mensagens, etc."  Em novembro de 2015, superou 100.000 membros. 
Em abril de 2016, o site bloqueou os usuários com endereços IP com base na Carolina do Norte.  Em maio de 2016, xHamster lançou The Sex Factor, um reality show onde os concorrentes competem para se tornar uma estrela pornô.  Em resposta ao veredito de People v. Turner, o xHamster instituiu uma regra que proibiu vídeos envolvendo estupro, incluindo aqueles envolvendo relações sexuais com um parceiro inconsciente ou hipnotizado.  os usuários que procuraram por esse conteúdo foram recebidos com uma mensagem pedindo que "[visitasse] um psicólogo profissional", e desde que com uma hiperligação para o serviço de terapia on-line 7cups.com.